# 1225 Ariane
1225 Ariane (1930 HK) là một tiểu hành tinh vành đai chính được phát hiện ngày 23 tháng 4 năm 1930 bởi Van Gent, H. ở Johannesburg (LS).